# Erloy
Erloy település Franciaországban, Aisne megyében. Lakosainak száma 100 fő (2022. január 1.). Erloy Autreppes, Buironfosse, Englancourt, Saint-Algis és Sorbais községekkel határos.

## Népesség
A település népességének változása:
| Lakosok száma | 176  | 135  | 139  | 101  | 88   | 89   | 97   | 102  | 104  | 100  |
|               | 1968 | 1982 | 1990 | 2006 | 2013 | 2015 | 2017 | 2019 | 2020 | 2022 |